# Fernando García Macua
Fernando García Macua (Bilbao, 18 de juliol de 1963) és un advocat basc i expresident de l'Athletic Club.
Advocat de professió, regenta un bufet a Bilbao. Va ser president de l'Athletic Club després de ser elegit el 12 de juliol de 2007 guanyant els altres candidats, entre ells Juan Carlos Ercoreca, que havia tingut càrrecs directius en les dues anteriors presidències de Lamikiz i Urquijo. El 7 de juliol de 2011 va perdre les eleccions contra l'exjugador de l'entitat blanca i vermella, Josu Urrutia, per una diferència de 2.261 vots.